# 天地会创立遗址
天地会创立遗址，位于中国福建省云霄县东厦镇高溪村，为一个省级文物保护单位，类型为古建筑及历史纪念建筑物，为第三批福建省文物保护单位，公布时间为1991年4月17日。
天地会创立遗址的历史年代为清。